# Clyde Tolson
Clyde Anderson Tolson (Laredo, 22 maggio 1900 – Washington, 14 aprile 1975) è stato un poliziotto statunitense, che ha ricoperto il ruolo di Direttore Associato e, per un solo giorno, quello di Direttore ad interim del FBI.

## Biografia
Tolson nacque a Laredo, nel Missouri, e frequentò il Business College di Cedar Rapids, in Iowa. Nel 1927 conseguì la laurea in legge all'Università George Washington. Nello stesso anno venne assunto dall'FBI, dove giunse dopo un precedente impiego presso il Dipartimento della Guerra. Lavorò inizialmente negli uffici operativi di Boston e Washington e nel 1930 fu promosso vicedirettore del Bureau.
Nel 1936, Tolson - unitamente al Direttore J. Edgar Hoover - trasse in arresto il rapinatore di banche Alvin Karpis; nello stesso anno Tolson prese parte a una sparatoria con il gangster di New York Brunette Harry, e, nel 1942, contribuì alla cattura di alcuni sabotatori nazisti a Long Island e in Florida. Nel 1947 venne nominato Direttore Associato dell'FBI, occupandosi di amministrazione e bilancio.
Nel 1964 fu colpito da un ictus che ne segnò la salute per il resto della vita. Nel 1965 il presidente Lyndon B. Johnson gli conferì una medaglia d'oro per i suoi apprezzati servizi nell'amministrazione federale, avendo contribuito a migliorare la competenza delle forze dell'ordine e a guidare il FBI a un elevato grado di efficienza. Nel 1970, nonostante Tolson fosse ormai troppo anziano per il servizio attivo e avesse superato l'età pensionabile, continuò comunque a lavorare nell'FBI per volere del Direttore, J. Edgar Hoover.
Il 2 maggio 1972, alla morte di Hoover, Tolson assunse la direzione ad interim dell'FBI e venne immediatamente sostituito, dopo un solo giorno, da L. Patrick Gray, nominato Direttore dal presidente degli Stati Uniti Richard Nixon. Due settimane più tardi Tolson lasciò l'FBI.

## Vita privata

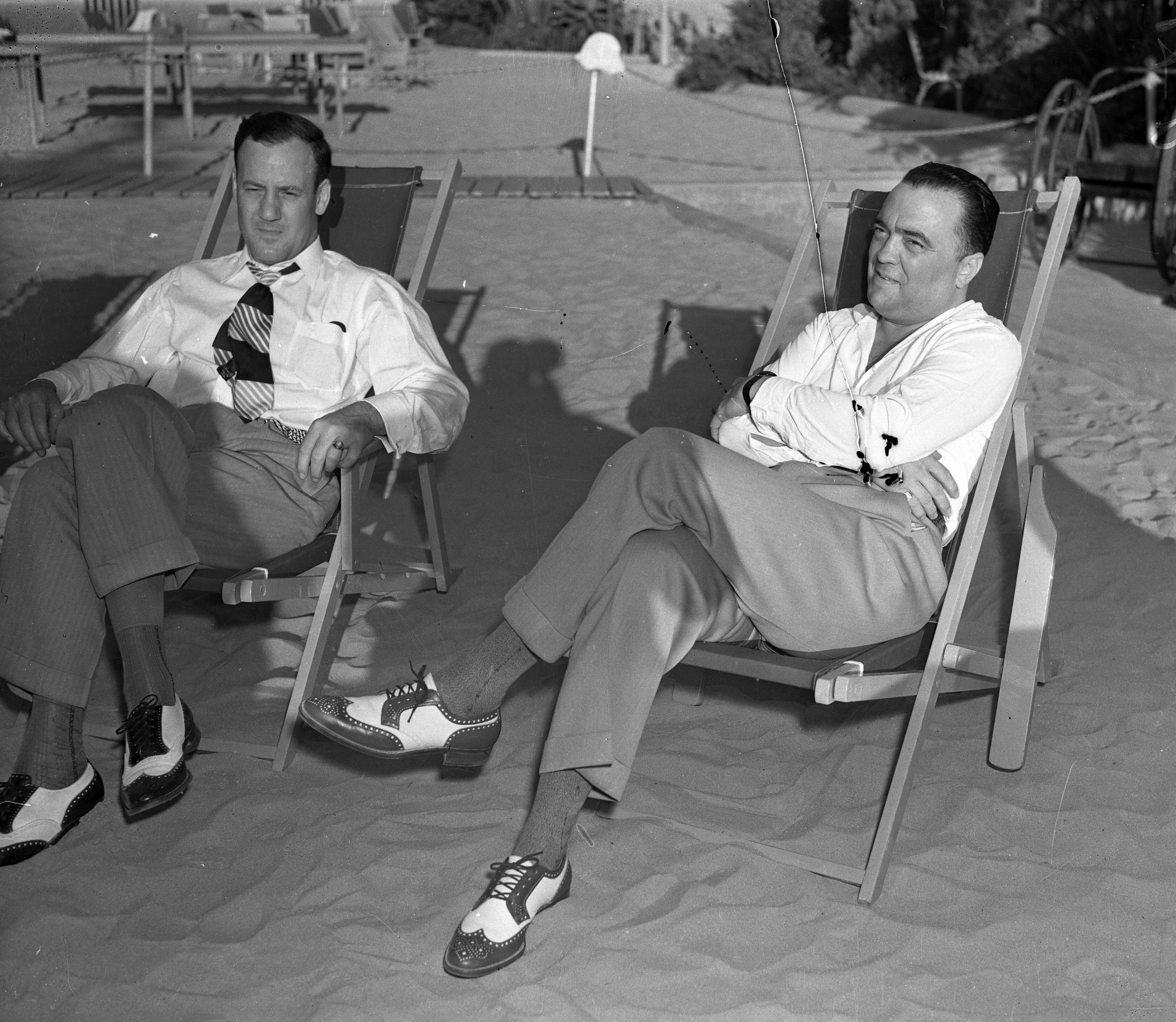
J. Edgar Hoover e il suo assistente Clyde Tolson seduti in spiaggia

Secondo una tesi fatta propria dal film J. Edgar, diretto da Clint Eastwood, Clyde Tolson e J. Edgar Hoover avrebbero avuto una relazione sentimentale, che tuttavia non ha trovato univoche conferme. Alla morte di Hoover, Tolson ne ereditò i beni e la casa, dove si trasferì e trascorse gli ultimi anni della sua vita.

## Nei media

### Cinema
- È stato interpretato da Armie Hammer in J. Edgar (2011) diretto da Clint Eastwood, in cui si propende per la tesi della relazione sentimentale tra Tolson e Hoover.

### Televisione
- È stato interpretato da Jack Ritschel nel serial Dark Skies - Oscure presenze (1996) nell'episodio Testimonianze, nel quale Hoover viene ricattato per la sua relazione sentimentale con Tolson.